# Christoph Heinrich von Leipziger
Christoph Heinrich von Leipziger (ur. 23 stycznia 1678, zm. 8 listopada 1748 w Torgau) – królewsko-polski i elektorsko-saski masztalerz i szambelan, saski szlachcic z rodu von Leipziger, dyrektor domu dziecka w Torgau.
Urodził się w 1678 jako syn Balthasara Hieronymusa von Leipziger i Katarzyny Małgorzaty z domu von Berbisdorf. Był dwukrotnie żonaty.